# Norbert Beuls
Norbert Beuls  est un footballeur belge, né le 13 janvier 1957 et mort le 19 février 2014.
Il a évolué comme défenseur au KSK Tongres, à l'Antwerp FC, au Sporting de Charleroi et au KRC Genk.